# Villa del Dique-Villa Rumipal
Se denomina Villa del Dique - Villa Rumipal a la aglomeración urbana que se extiende entre las localidades argentinas de Villa del Dique y Villa Rumipal dentro del Departamento Calamuchita, provincia de Córdoba, en las coordenadas 32°10′32″S 64°29′08″O / -32.17556, -64.48556, a la vera del Embalse Río Tercero.

## Población
Se la considera una aglomeración desde en el censo de 1991. Cuenta con una población de 9.111 habitantes (Indec, 2022). En el anterior censo contaba con 5.482, indicando un incremento del 39% frente a los 5.482 habitantes del censo anterior (Indec, 2010). 
| Localidad       | Población (2022) | Población (2010) | Población (2001) | Población (1991) |
| --------------- | ---------------- | ---------------- | ---------------- | ---------------- |
| Villa del Dique | 5.083            | 3.236            | 2.829            | 2.310            |
| Villa Rumipal   | 4.028            | 2.246            | 1.922            | 1.608            |
| Total           | 9.111            | 5.482            | 4.751            | 3.918            |